# Jean-Pierre Dutilleux
Jean-Pierre Dutilleux (13 de outubro de 1949) é um cineasta e escritor belga. Foi indicado ao Oscar de melhor documentário de longa-metragem na edição de 1979 pela realização da obra Raoni, ao lado do brasileiro Luiz Carlos Saldanha, como diretor de fotografia.

## Carreira
Durante seus 40 anos de carreira, Jean-Pierre Dutilleux fez nove filmes,  tirou milhares de fotografias e publicou seis livros.
Jean-Pierre Dutilleux alcançou reconhecimento internacional com seu documentário indicado ao Oscar, Raoni, uma investigação sobre os complexos problemas de sobrevivência dos povos indígenas nativos da selva Amazônica e da selva em geral.
Gravado no mesmo local e batizado em homenagem ao cacique da tribo, o filme foi narrado por Marlon Brando na sua versão em inglês.
Natural da Bélgica, Dutilleux formou-se em Artes na França e Literatura na Universidade de Adeline de Savigny  em Liège e posteriormente estudou Direito, Línguas e Economia na Universidade de Leuven. Durante seus anos na universidade, Dutilleux viajou pela América do Norte e do Sul. Em 1972, trabalhou como assistente de Costa-Gavras na produção do filme Estado de Sítio no Chile. Dois anos depois, aos 23 anos, Dutilleux completou seu primeiro filme, um estudo sobre os nativos da Amazônia.
Nos anos que se seguiram, registrou e fotografou mais de 50 tribos ao redor do mundo, produziu  filmes na Amazônia, navegou pelo mundo e documentou aventuras únicas. Além disso, seu trabalho como fotojornalista já apareceu em mais de 100 revistas em diversos países.
Em uma de suas visitas à Amazônia, Dutilleux foi acompanhado pelo famoso músico de rock Sting, onde testemunharam o rápido desaparecimento das tribos indígenas da selva amazônica. Juntos publicaram artigos e lançaram uma campanha internacional com um anúncio de televisão estrelado por Sting. Acompanhados pelo cacique Raoni, eles embarcaram em uma turnê mundial e estabeleceram fundações locais em 12 países, buscando conscientizar e arrecadar fundos para a proteção das florestas tropicais. Em seus trabalhos publicados mais recentemente, Dutilleux relembra essas aventuras e compartilha suas fotos mais importantes.
Em outubro de 2019, Jean-Pierre Dutilleux participou do sínodo pela Amazônia · , como convidado especial do Papa Francisco, com o cacique Tapi Yawalapiti ao seu lado.

## Controvérsias
A carreira de Jean-Pierre Dutilleux é regularmente marcada por polêmicas desde o lançamento de seu documentário Raoni (1978).
Em 22 de julho de 1981, o jornal brasileiro Folha de S. Paulo afirmou que ele "não respeitou o acordo firmado com a FUNAI de repassar 10% dos lucros aos índios Txucarramae, da região do Rio Xingu." A matéria detalha que a FUNAI estabeleceu novos critérios: de remuneração para índigenas que participarem de gravações além da necessidade de notificação ao Sindicato dos Artistas do Rio de Janeiro e à FUNAI." 
Em janeiro de 1990, poucos meses depois de ter viajado pelo mundo com o cacique Raoni e Sting, Jean-Pierre Dutilleux foi mencionado em uma investigação da edição francesa da revista Rolling Stone. O autor, Mark Zeller, reporta que Dutilleux se encontrava à beira da falência antes de seu encontro com Sting, e enriqueceu durante suas ações de caridade. Segundo Dutilleux, as alegações de Mark Zeller são desmentidas pela carta de Megaron Txuccaramae de 7 de maio de 1990, na qual indica que Jean-Pierre Dutilleux não foi pago por suas ações de caridade.
Em janeiro de 1990, poucos meses depois de ter viajado pelo mundo com o cacique Raoni e Sting, Jean-Pierre Dutilleux foi mencionado em uma investigação da edição francesa da revista Rolling Stone. O autor, Mark Zeller, reporta que Dutilleux se encontrava à beira da falência antes de seu encontro com Sting, e enriqueceu durante suas ações de caridade. Segundo Dutilleux, as alegações de Mark Zeller são desmentidas pela carta de Megaron Txuccaramae de 7 de maio de 1990, na qual indica que Jean-Pierre Dutilleux não foi pago por suas ações de caridade.
Em 2 de abril de 1990, a rede ITV da Grã-Bretanha transmitiu um episódio do programa investigativo de TV World in Action, "Sting and the Indians",  em que Jean-Pierre Dutilleux foi denunciado por Sting em razão do livro Jungle Stories (publicado por JC Lattès), que eles escreveram e promoveram juntos durante sua turnê beneficente. Sting disse que pressionou Dutilleux sem sucesso para devolver seu generoso adiantamento sobre os direitos de royalties ao Rainforest Foundation, criado para ajudar os povos indígenas brasileiros a proteger a floresta amazônica. World in Action explicou que Dutilleux ficou com o dinheiro e deixou a Rainforest Foundation após o episódio. Uma nota dos administradores da Rainforest Foundation de 2 de Abril de 1990, tornada pública pela Associação forêt Vierge em março de 2017, afirma que se ele nunca recebeu um centavo da  Rainforest Foundation, "Jean-Pierre Dutilleux recebeu um montante fixo pela recompra das suas fotografias para o livro Jungle Stories, como compensação pelas despesas de 16 anos de viagem, alojamento, despesas fotográficas, reembolsos aos detentores de direitos, etc. Ele indicou sua intenção de que todos os outros royalties sejam devolvidos à Rainforest Foundation." Na mesma investigação, Dutilleux é acusado pelo fotógrafo Alexis de Vilar (cofundador com ele da instituição de caridade Tribal Life Fund), do desaparecimento das receitas de um jantar de gala organizado no Chinese Theatre em Hollywood em 28 de Março de 1979 para apoiar o filme de Raoni.
Em 21 de setembro de 1991, o jornal belga Le Soir publicou um artigo intitulado "Diretor da FUNAI denuncia campanha Raoni-Dutilleux", quando Dutilleux tinha acabado de lançar uma grande campanha de angariação de fundos na Bélgica, onde alegava ter o consentimento da FUNAI. Sydney Possuelo, então presidente da FUNAI, declarou: "O senhor Dutilleux não está e nunca foi autorizado a arrecadar fundos em nome da FUNAI, da Coordenação dos Índios Isolados, ou em meu nome." Em 7 de outubro de 1991, o jornal brasileiro Folha de S. Paulo relatou o caso em artigo com o título “Belga explora índios na Amazônia e tenta dar golpe de US$ 5 milhões", dizendo que “o presidente da Funai, Sydney Possuelo, acabou com a fraude, que prometia “diplomas de resgate” da Amazônia” a doadores individuais e empresas. O artigo apurou que Jean-Pierre Dutilleux mencionou a embaixada da Bélgica como apoio à sua campanha de angariação de fundos e obteve a informação de que “a Embaixada afirma que o seu nome foi citado incorretamente”.
No dia 9 de Outubro de 2000, a revista Época dedicou um artigo a Jean-Pierre Dutilleux, a quem apelidou de "o pajé belga". com o seguinte subtítulo: “Quem é Jean-Pierre Dutilleux, cineasta que em três décadas ganhou fama e dinheiro explorando a imagem de Raoni e de outros índios do Brasil”. Uma das alegações da reportagem é de que Dutilleux vendeu ilegalmente fotos de indígenas na internet. Menos de três semanas depois, o jornal Gazeta do Povo afirmou que Jean-Pierre Dutilleux foi proibido pela FUNAI de entrar numa reserva e revelou que  uma investigação havia sido aberta contra ele "por venda de fotos sem pagamento de direitos de autor". O referido procedimento judicial também vinha de um pedido de investigação por parte do cacique Raoni sobre a "captação de recursos realizada pelo senhor Jean-Pierre Dutilleux fora do Brasil, mediante uso abusivo do nome e da imagem do cacique Raoni", especialmente junto ao governo francês.
Em 2012, o documentário brasileiro Belo Monte, Anúncio de uma Guerra, dirigido por André d'Elia, revelou que a Associação Forêt Vierge de Jean-Pierre Dutilleux manteve como "reféns" o cacique Raoni e seus dois companheiros indígenas, enquanto eles vinham fazer campanha na Europa em setembro de 2011 contra a barragem Belo Monte, em cuja construção estão associadas empresas francesas. Na sequência, Raoni afirma que Jean-Pierre Dutilleux “não permitiu que ninguém se aproximasse de mim” e mostra uma petição contra a construção de Belo Monte da qual Dutilleux e sua equipe tentaram impedir a divulgação. Alega também que a mesma equipe teria tentado trocar seu silêncio sobre os delitos do projeto de Belo Monte pela promessa de que seriam traçadas as fronteiras de um território de seu povo.
Em maio de 2019, Jean-Pierre Dutilleux organizou por meio de sua associação Forêt Vierge uma turnê europeia fortemente mediatizada com o cacique Raoni. Esta turnê foi marcada por diversas polêmicas com relação à angariação de fundos e aos objetivos financeiros anunciados por Jean-Pierre Dutilleux. O jornal Le Monde questionou o cacique Raoni sobre sua aceitação em relação a esta nova turnê com Dutilleux, a quem ele havia denunciado publicamente nos últimos anos e sua resposta foi que: “Ele me garantiu que as receitas retornarão integralmente ao meu povo, cada centavo que conseguirmos arrecadar durante esta campanha. Jean-Pierre não estará autorizado a tocar neste dinheiro".

Entrevistado por Le Monde, Jean-Pierre Dutilleux explicou que um dos objetivos da turnê era de arrecadar 15 milhões de euros para a criação do instituto Xingu, mas o neto, Patxon Metuktire, e o sobrinho de Raoni, Megaron Txucarramãe declararam ter descoberto o projeto na internet "apenas alguns dias antes da partida do cacique". Em um comunicado de imprensa divulgado durante a turnê, o cacique Megaron acrescentou "Estou muito preocupado com a viagem do meu tio Raoni. Esta viagem organizada por Jean-Pierre [Dutilleux] é só para ele mesmo, ele não nos apresentou o projeto desta campanha." . Questionado sobre a possibilidade de abuso de confiança do Cacique Raoni pela deputada francesa Mathilde Panot, o governo francês respondeu que não havia chegado a nenhum acordo com a associação Forêt Vièrge sobre o projeto do Instituto Xingu. . 
Em 2023, Dutilleux visitou Raoni e o convenceu a juntar-se em mais uma viagem para ajudar a promover seu último documentário, prometendo ao chefe que arrecadariam para sua tribo uma soma significativa de dinheiro. Raoni e os líderes Kayapó estavam relutantes com as promessas de Dutilleux, e assim que retornou ao Brasil, o cacique decidiu pôr um fim à relação com o cineasta belga, sob a acusação de que este estaria usando de sua imagem para arrecadar dinheiro e repassando apenas uma fração do montante arrecadado, diferente do que havia sido prometido, além de atuar com falta de transparência O rompimento das relações teve efeitos negativos imediatos, como a decisão do Festival de Brasília de não exibir o documentário "Raoni: Uma amizade improvável" que fecharia a programação do festival em 2023, a despeito das alegações do cineasta belga que a atitude de Raoni seria devido à "sua idade". O cacique, por sua vez, tem se recusado a até mesmo pronunciar o nome de Dutilleux.